# Gelignita
La gelignita es un explosivo gelatinoso utilizado habitualmente en canteras, minas y en voladuras bajo agua. Su composición es de un 60% de nitroglicerina, 4% de nitrocelulosa o algodón pólvora, 8% de serrín y 28% de nitrato de potasio (uno de los componentes del salitre).
Esta dinamita gelatinosa de alta densidad, de muy alto poder rompedor y excelente resistencia al agua, se utiliza en voladura de rocas extremadamente duras y en condiciones severas de presencia de agua. También es empleada en casos especiales en los que se necesita una alta concentración de energía.
Es adecuada para la voladura bajo agua, así como en demolición de construcciones portuarias, excavaciones submarinas para dragado, apertura de canales, pilotaje, bases para puentes, diques, espigones y otros usos.
La gelignita fue inventada en 1875 por el químico sueco Alfred Nobel, inventor de la dinamita. Es más estable que la dinamita, pero igual que ésta puede sufrir "sudoración" de su componente principal, la nitroglicerina. Su composición la hace fácilmente moldeable y segura de manejar sin protección, siempre que no esté cerca de nada capaz de detonarla.
Uno de los explosivos más baratos, la gelignita arde lentamente y no puede explotar sin un detonador, por lo que se la puede almacenar de forma segura.
En el Reino Unido poseer gelignita requiere de un certificado de explosivos, emitido por el Jefe de Policía local. Debido a su uso civil generalizado en las canteras y la minería, históricamente ha sido utilizada por grupos irregulares o paramilitares como el Ejército Republicano Irlandés y la Fuerza Voluntaria del Úlster.
- Datos: Q902739